# Wspólnota administracyjna Geratal/Plaue
Wspólnota administracyjna Geratal/Plaue (niem. Verwaltungsgemeinschaft Geratal/Plaue) – wspólnota administracyjna w Niemczech, w kraju związkowym Turyngia, w powiecie Ilm. Siedziba wspólnoty znajduje się w miejscowości Geraberg, która do wspólnoty jednak nie należy. Powstała 12 czerwca 1992 jako Wspólnota administracyjna Geratal. Obecna nazwa obowiązuje od 1 stycznia 2019.
Wspólnota administracyjna zrzesza trzy gminy, w tym jedną gminę miejską (Stadt) oraz dwie gminy wiejskie (Gemeinde): 
1. Elgersburg
2. Martinroda
3. Plaue, miasto

1 stycznia 2019 do wspólnoty przyłączono miasto Plaue ze wspólnoty administracyjnej Oberes Geratal, a gminę Neusiß, która wchodziła w skład wspólnoty Geratal przyłączono do miasta Plaue. Gminę Geraberg natomiast przyłączono do nowo powstałej gminy Geratal. 31 grudnia 2019 do gminy Martinroda przyłączono gminę Angelroda, która stała się jej dzielnicą (Ortsteil). 